# Harry Blackwell
Harry Blackwell là một thủ môn bóng đá người Anh thi đấu cho Scunthorpe United, Aberdeen, Leyton Orient và Preston North End.
Khi ở Aberdeen, Blackwell đá trong kỉ lục thắng 13-0 của đội trước Peterhead, mặc một áo mưa và mang dù mượn từ khán giả trong thời tiết bất lợi.